# 글렌코 학살
글렌코 학살(스코틀랜드 게일어: Mort Ghlinne Comhann, 영어: Massacre of Glencoe)은 1692년 2월 13일 아침에 스코틀랜드 고지 글렌코에서 아가일 백작 보병 연대가 맥도널드 가문 사람 38명을 집단 살해하고, 그들의 집을 불태워 나머지 40명은 저체온증으로 죽게 만든 사건이다.